# Anthocharis cethura bajacalifornica
Anthocharis cethura bajacalifornica es una subespecie de mariposa conocida como mariposa marmolina, pertenece a la familia Pieridae.

## Descripción
El color de fondo de las alas de esta mariposa es blanco, en el margen costal de las alas anteriores presentan una serie de manchas de color negro, en el ápice de la célula disal una banda de color negro y en la región subapical presenta una franja de color anaranjado; el ápice del ala presenta varias bandas separadas de color negro que se unen con la banda anaranjada descrita arriba. La región basal tiene escamas de color negro. Las alas posteriores en su vista dorsal son de color blanco con región basal con escamas de color negro En el margen externo tiene serie de escamas negras y pelos negros a la altura de las venas. El las alas posteriores se transparenta ligeramente el patrón de manchas presente en vista ventral. En las alas anteriores en su vista ventral es similar el patrón de figuras a excepción que la banda anaranjado está casi ausente. En las alas posteriores en su vista ventral el fondo es de color blanco con franjas irregulares de color verde pasto o quemado. Cabeza, tórax y abdomen en su lado superior tiene pelos de color negro y ventral con pelos blanquecinos.

## Distribución
Esta especie se distribuye en Baja California y Baja California Sur.

## Hábitat
Los registros de la especie corresponden con Matorral inerte o subinerme parvifolio,  que corresponden a la zona desértica en el norte de Baja California y Baja California Sur.

## Estado de conservación
No está enlistada en la NOM-059, ni tampoco evaluada por la UICN. Sin embargo, hay pocos registros en México.